# Милош Влалукин
Милош Влалукин (Београд, 19. април 1980) српски је глумац.

## Биографија
Милош Влалукин је рођен у Београду, 19. априла 1980. године. Глуму је дипломирао на Факултету драмских уметности у Београду, у класи професора Предрага Бајчетића. Играо је у бројним представама у Југословенском драмском позоришту и Атељеу 212. Запажене улоге је остварио у филмовима Сутра ујутру из 2006. и Чарлстон за Огњенку из 2008. године.

## Улоге

### Филмографија
| Год.       | Назив                     | Улога                 |
| ---------- | ------------------------- | --------------------- |
| 2002.      | Подијум                   |                       |
| 2002.      | Класа 2002                |                       |
| 2002.      | Мала јутарња прича        |                       |
| 2002.      | Кордон                    |                       |
| 2003.      | ОК, ајмо испочетка        | Влада                 |
| 2003.      | Лаку ноћ, децо            |                       |
| 2004.      | Лифт                      | Ђилкош                |
| 2004.      | Шта ми спремаш?           |                       |
| 2006.      | Сутра ујутру              | Сима                  |
| 2006.      | Ракете                    |                       |
| 2006.      | Три линије љубави         | водич/син             |
| 2006.      | Не скрећи са стазе        | јамајчански Деда Мраз |
| 2007.      | Позориште у кући          | мисионар              |
| 2007.      | Миле против транзиције    |                       |
| 2008.      | Чарлстон за Огњенку       | младожења             |
| 2008.      | Милош Бранковић           | Милош                 |
| 2008.      | Вратиће се роде           | Микијев човек         |
| 2009.      | Последња аудијенција      | Раде Пашић            |
| 2009.      | Београдски фантом         | џепарош               |
| 2009—2010. | Оно као љубав             | Лаки                  |
| 2012.      | Фолк (ТВ серија)          | Папи                  |
| 2013.      | Систем                    | Квартал               |
| 2015.      | Смрдљива бајка            | Траволта              |
| 2016.      | Сумњива лица              | Сине                  |
| 2018.      | Комшије                   | Љубивоје              |
| 2018.      | Пет                       | техничар              |
| 2019.      | Моја генерација Z         | Ранко                 |
| 2020—2022. | Игра судбине              | Звонимир Лагаторе     |
| 2021.      | Камионџије д.о.о.         | Раде/Гиле             |
| 2021.      | Једини излаз (филм)       | Жељко Бокан           |
| 2021.      | Клан (ТВ серија)          |                       |
| 2021.      | Александар од Југославије | Милорад Драшковић     |
| 2022—2023. | Од јутра до сутра         | Серђо                 |
| 2022.      | Радио Милева              | Професор Милош        |
| 2022.      | Вера                      | Жика Ђукић            |
| 2023.      | Вера (ТВ серија)          | Жика Ђукић            |
| 2023.      | Што се боре мисли моје    | Станоје Рогић         |

### Спотови
- А ја ћу да пијем — Бркови (2019)[2]